# خورشیدگرفتگی ۱ ژوئن ۲۰۷۶
خورشیدگرفتگی ۱ ژوئن ۲۰۷۶ (به انگلیسی: Solar eclipse of June 1, 2076) یک خورشیدگرفتگی از نوع خورشیدگرفتگی جزئی است. این خورشیدگرفتگی در تاریخ ۱ ژوئن ۲۰۷۶ میلادی (‎۱۲ خرداد ۱۴۵۵ خورشیدی) روی خواهد داد که زمان اوج آن، ساعت ۱۷:۳۱:۲۲ به‌وقت ساعت هماهنگ جهانی است.